# Bundesverband Nachhaltige Wirtschaft
Der Bundesverband Nachhaltige Wirtschaft e. V. (bis 2021 UnternehmensGrün) ist ein in Deutschland bundesweit tätiger Zusammenschluss von Unternehmen, Selbständigen sowie Stiftungen und Verbänden. Seit 1992 engagieren sich in dem Verein Unternehmer mit dem Ziel der Förderung des Umweltschutzes und dem Einbringen von Positionen einer nachhaltigen Wirtschaftsweise in die Politik.
Der Verein ist nach eigenen Angaben überparteilich und finanziell unabhängig, außerdem verfolgt er keine wirtschaftlichen Interessen; er ist als gemeinnützig anerkannt. Der Sitz und die Geschäftsstelle befinden sich in Berlin. Der Verein hat nach eigenen Angaben mehr als 700 Mitglieder (Stand September 2023).

## Gründung und Vorstand
Im Juli 1992 gründeten 15 Unternehmer um den Brauereibesitzer Gottfried Härle, den Bankvorstand Eugen Schlachter, den Druckereiinhaber Rolf Bach, die Industrieberater Ulrich Martin Drescher und Elmar Sing, den Schmiedehersteller Johannes Angele sowie den Fahrschulunternehmer Rainer Zeltwanger in Stuttgart den KMU-Lobbyverband zur Förderung umweltgerechten Wirtschaftens.
Der ehrenamtliche Vorstand besteht aus 11 Personen, u. a. Antje von Dewitz. Die Geschäfte des Verbands führt Katharina Reuter, die 2023 für ihr Wirken im Bereich der nachhaltigen Wirtschaft und ihren Einsatz für das Gemeinwohl mit dem Bundesverdienstkreuz am Bande ausgezeichnet wurde.

## Ziele und Ausrichtung
Als Unternehmensverband bringt der BNW soziale und ökologisch nachhaltige Akteure der Wirtschaft zusammen, stärkt deren Austausch und Zusammenhalt und übt als etablierter Repräsentant seiner Mitglieder aktiven Einfluss auf politische Entscheidungsprozesse. Im Zentrum der Arbeit steht die Transformation einer zukunftsorientierten Wirtschaft. Um die ökonomische Wende zu realisieren, hat der BNW verschiedene Ziele definiert:
- Stärkeres ökologisch-orientiertes Wirtschaften sowie die Übernahme sozialer Verantwortung von Unternehmen

- Förderung der Wettbewerbsfähigkeit von sozialen und ökologisch nachhaltigen Unternehmen durch soziale Kreativität
- Förderung der regionalen, klein- und mittelbetrieblich ausgerichteten Wirtschaftsstruktur
- Impulsgebung für eine umweltorientierte Förder-, Steuer- und Abgabenpolitik
- Stärkere Orientierung an einem ökologischen Beschaffungs- und Investitionspolitik

Die Ziele verfolgt der Verband über diverse lokale wie nationale Aktivitäten. Durch thematisch ausgerichtete Jahrestagungen, Exkursionen, Anhörungen und halbjährliche „Berlintage“ mit Abgeordneten- und Ministeriums-Gesprächen entwickelt und diskutiert der Verein seine politischen Positionen und betreibt Lobbyarbeit. Die Arbeit in Regionalgruppen ergänzt diese Aktivitäten dezentral, die BNW-Fachgruppen arbeiten themenbezogen. Rund 660 zukunftsfähig orientierte Organisationen, darunter Branchengrößen wie Vaillant, Hipp, Weleda, Baufritz und die GLS-Bank, aber auch Versicherungen, Rechtsanwaltssozietäten und Bauerngenossenschaften sowie jüngster Neuzugang, die Drogeriekette dm mit 66.000 Beschäftigten zählen zu den Mitgliedern.

## Aktivitäten
Der Bundesverband Nachhaltige Wirtschaft e. V. hat dazu beigetragen, viele Themen und Initiativen anzustoßen und diese in den politischen Diskurs einzubringen. Neben regelmäßigen Pressemitteilungen zu aktuellen Themen veröffentlicht der Verband unter Einbeziehung seiner Mitglieder auch Maßnahmenkataloge. Zudem geht der Verein Initiativen mit anderen Organisationen und Verbänden ein. Über die Mitglieder hinaus ruft der Verein auch Nicht-Mitglieder auf, ihre Forderungen zu einer nachhaltigeren Wirtschaftsweise zu kommunizieren. So zuletzt in Form eines Unternehmensappells gemeinsam mit dem Forum Ökologisch-Soziale Marktwirtschaft. Beteiligt daran waren 777 Unternehmen (November 2021).
Die Aktivitäten des BNW ordnen sich folgenden Schwerpunktthemen zu:

### Klimaschutz
1999 unterstützte der Verband die Verabschiedung des Gesetzes zum „Einstieg in die neue Steuerreform“. Bestehende Gesetze wurden so umgestellt, dass in dessen Folge eine Reduktion der Treibhaus-Emissionen diagnostiziert wurde. Die Steuerreform, auch bekannt als "Ökosteuer" erzielte einen Lenkungseffekt im Sinne des Umweltschutzes, da die Mengensteuern auf den Energieverbrauch bzw. auf umweltschädliches Verhalten erhöht und zusätzlich die Kosten für den Einsatz effizienterer oder emissionsämerer Techniken gesenkt wurden.
In Kooperation mit fünf weiteren Verbänden hat der BNW im März 2019 Entrepreneurs for Future initiiert. Die branchenübergreifende Wirtschaftsinitiative solidarisiert sich mit der Fridays-for-Future-Bewegung und fordert die schnelle Dekarbonisierung und mehr Klimaschutz in der Wirtschaft. Mit einem ambitionierten Klimaschutzgesetz sollen Unternehmen dazu verpflichtet werden, ihren Beitrag zur Einhaltung des 1,5-Grad-Ziel zu leisten. Darüber hinaus sollen ökologisch nachhaltige Initiativen gefördert werden, um klimaschonendes Wirtschaften zu stärken.
2021 veröffentlichte der Verband gemeinsam mit Plan A einen digitalen Emissionsrechner für Unternehmen. Hiermit können CO2-Emissionen automatisiert nach dem Standard des GHG-Protokolls in den Scope-Kategorien 1, 2 sowie Unterkategorien von Scope 3 (Commuting und Business Travel) berechnet werden.

### Energie
Eine zentrale Säule der Energiewende ist das Erneuerbare-Energien-Gesetz (EEG), das 2000 in Kraft getreten ist und an dessen Verabschiedung der BNW maßgeblich mitgewirkt hat. Die Förderung erneuerbarer Energien gehört zu den Kernanliegen des Bundesverbands Nachhaltige Wirtschaft. Viele seiner Mitglieder sind Pioniere in der Nutzung erneuerbarer Energien oder der Umsetzung von alternativen und effizienten Energiesystemen in ihren Betrieben, darunter Naturstrom, Polarstern und Prowind.

### Kreislaufwirtschaft
Das Thema ist eine zentrale Forderung des Verbands. Gemeinsam mit dem Bundesverband der Deutschen Entsorgungs-, Wasser- und Rohstoffwirtschaft startete der BNW 2021 eine Initiative für mehr Kreislaufwirtschaft. 2020 organisierte der Verband, gemeinsam mit der Assoziation ökologischer Lebensmittelhersteller die Tagung "Kreislaufwirtschaft: So gelingt es in den Unternehmen". Unter Hinzunahme von Experten und Unternehmern, bspw. vom Wuppertal Institut für Klima, Umwelt, Energie, Werner & Mertz und Share, wurden konkrete Maßnahmen für Unternehmen vorgestellt. Der Verband ist außerdem Mitglied des Cradle to cradle e. V.

### Start-ups
Als Teil des DIN SPEC 90051-1 Konsortiums brachte der Verband neben der Norm auch ein Praxis-Tool zur Nachhaltigkeitsbewertung von Start-ups heraus. Ebenfalls beteiligt waren das Borderstep Institut, der Bundesverband Deutscher Startups, Phineo uvm. Über die Mitgestaltung der nachhaltigen Gründungslandschaft hinaus unterstützt der Bundesverband Jungunternehmen auch durch die Ausrichtung gezielter Veranstaltungen zur Kompetenzvermittlung.

### Ökologische Landwirtschaft
Im Zuge der Agro-Gentechnik-Gesetzesnovelle 2007/2008 setzte sich der BNW für einen besseren Schutz vor gentechnischen Verunreinigungen ein. Der Bundesverband Nachhaltige Wirtschaft gab ein Rechtsgutachten in Auftrag, welches Gefahrenquellen offenlegte. Der Verband konnte so auf den laufenden Gesetzgebungsprozess einwirken.